# Claire Falknor
Claire Falknor (* 12. Mai 1993 in Dayton, Ohio) ist eine ehemalige US-amerikanische Fußballspielerin.

## Karriere

### Vereine
Falknor begab sich nach ihrer Zeit an der Centerville Highschool in Ohio an die University of Florida in Gainesville. Für das Sport-Team der Ausbildungseinrichtung, die Gators, bestritt sie in vier Spielzeiten 93 Meisterschaftsspiele in der Southeastern Conference, in denen ihr zwei Tore gelangen. In ihrer ersten Spielzeit 2012, in der sie alle 24 Punktspiele bestritt, erzielte sie am 17. August bei der 1:4-Niederlage im Heimspiel gegen die Miami Hurricanes ihr erstes Tor.
In der Folgespielzeit bestritt sie 22 Punktspiele, davon 18 in Folge als rechte Abwehrspielerin. Am 27. September erzielte sie beim 4:1-Sieg im Auswärtsspiel gegen die Mississippi Rebels ihr einziges Saisontor. 2014 bestritt sie 23 Punktspiele und 2015 erneut alle 24 von Beginn an. Parallel zum College-Sport lief sie im Sommer 2012 in der Atlantic Conference der W-League für die Dayton Dutch Lions FC auf.
Nach Ende der Spielzeit im November 2015 wurde sie vom FC Bayern München noch vor dem Start der Rückrunde der Bundesligasaison 2015/16 verpflichtet. Ihr Pflichtspieldebüt für den FC Bayern München gab sie am 14. Februar 2016 (13. Spieltag) beim 1:0-Sieg im Heimspiel gegen den 1. FC Köln mit Einwechslung für Mana Iwabuchi in der 82. Minute. Mit Auflösung ihres bis 30. Juni 2017 gültigen Vertrages kehrte sie nach einem Jahr beim FC Bayern München in die Vereinigten Staaten zurück.
Zur Spielzeit 2017 verpflichtete sie der US-amerikanische Erstligist Houston Dash. Dort kam Falknor bis zur Auflösung ihres Vertrags im Juni 2018 nur sporadisch zum Einsatz und absolvierte neun Ligaspiele, davon sechs als Einwechselspielerin.
Seit dem Jahr 2018 ist sie für spanische Vereine aktiv; zuerst spielte sie für den Erstligaaufsteiger EdF Logroño, danach eine Saison lang für den FC Sevilla, ebenso lang für Sporting Huelva und seit der Saison 2021/22 für die UD Granadilla Tenerife. Nach Saison übergreifenden 56 Punkt- und vier Pokalspielen wurde ihr Vertrag einvernehmlich nach ihrem letzten Punktspiel am 17. Dezember 2023 aufgelöst. Damit beendete sie auch ihre Spielerkarriere und begab sich in die Vereinigten Staaten, um ihr Studium weiter fortzusetzen.

### Nationalmannschaft
Falknor gab ihr Debüt als Nationalspielerin für die US-amerikanische U23-Nationalmannschaft, die am 27. Mai 2015 in Fredrikstad gegen die U23-Nationalmannschaft Schwedens – im Rahmen des „Vier-Nationen-Turniers“ in Norwegen – mit 2:1 gewann. Mit ihrer Mannschaft gewann sie das Turnier vor den Auswahlen Schwedens, Norwegens und Englands. Bei der Austragung des „Vier-Nationen-Turniers“ in Norwegen im Jahr 2016 kam sie zu drei weiteren Einsätzen für die U23-Nationalmannschaft.

## Erfolge
- Sieger “Vier-Nationen-Turnier” 2015 (U23)
- Deutscher Meister 2016